# Mott Greene

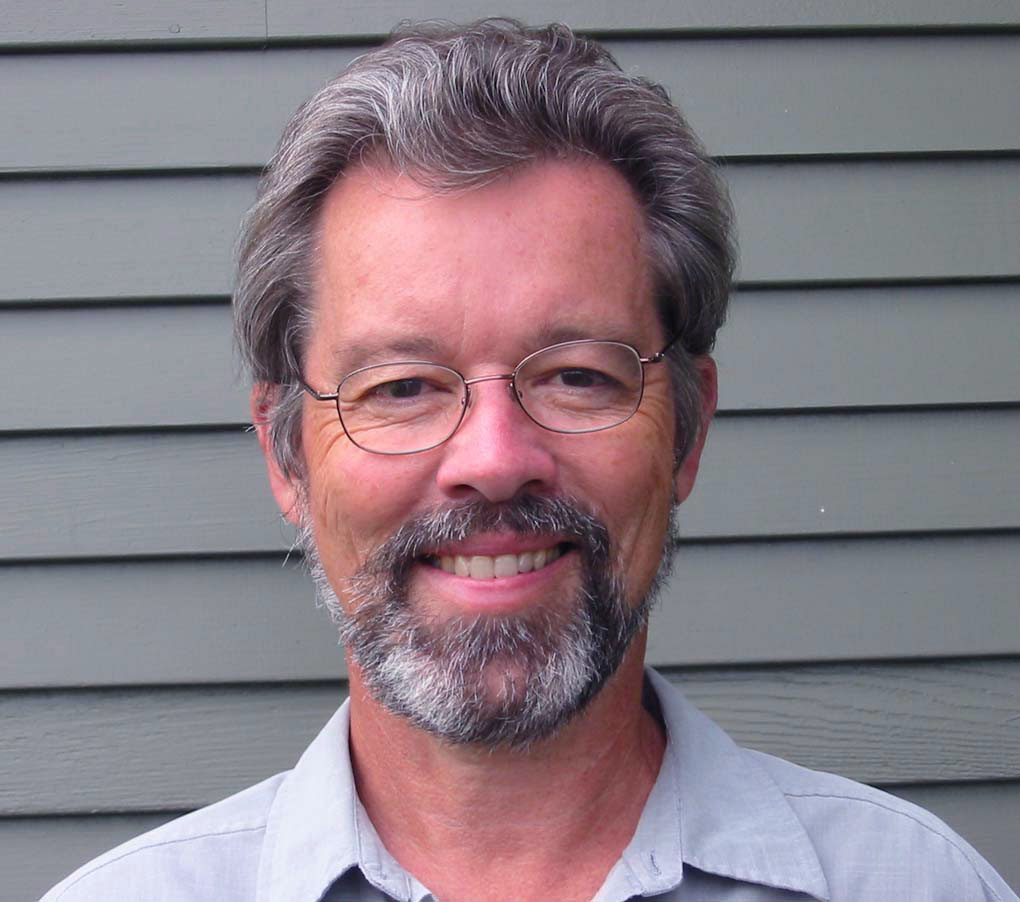
Mott T. Greene

Mott T. Greene (* 1945) ist ein US-amerikanischer Wissenschaftshistoriker.

## Leben
Greene studierte am Columbia College und der University of Washington, wo er 1978 promoviert wurde. Er lehrte an der University of Oregon und ist Professor an der University of Puget Sound (Magee Professor of Science and Values).
Er befasste sich mit Wissenschaftsgeschichte in der Antike und der Geologie des 19. Jahrhunderts, schrieb auch über das Genre der Wissenschaftsbiographie. 20 Jahre lang arbeitete er an einer Biographie Alfred Wegeners, die schließlich 2015 erschien.
Sein Buch über Naturwissen in der vorsokratischen Antike ist eine Essay Sammlung und behandelt verschiedene Aspekte der antiken Wissenschaftsgeschichte unter anderem ägyptische Mathematik, Spuren von historischen Vulkanausbrüchen in griechischen Mythen, Thales als Wasserbauingenieur, die Identität der Soma Pflanze aus indischen und iranischen religiösen Ritualen (die er mit halluzinogenen Drogen in Verbindung bringt) und allgemein das Konzept der Vorgeschichte.
1983 wurde er MacArthur Fellow. Für 2017 wurde ihm die Sue Tyler Friedman Medal zugesprochen.

## Schriften
- Geology in the Nineteenth Century. Changing Views of a. Changing World, Ithaca and London: Cornell University Press, 1983
- Natural knowledge in preclassical antiquity, Johns Hopkins University Press 1992
- Alfred Wegener. Science, Exploration, and the Theory of Continental Drift. Johns Hopkins University Press, Baltimore, Maryland, USA 2015, ISBN 978-1-4214-1712-7 (eingeschränkte Vorschau in der Google-Buchsuche)